# Untitled (How Could This Happen to Me?)
"Untitled (How Could This Happen to Me?)" är den tredje singeln av det kanadensiska punkpopbandet Simple Plan. Den är tagen från deras andra studioalbum, Still Not Getting Any....

## Låtlista
1. "Untitled (How Could This Happen to Me?)" [Radio Edit] - 3:28
2. "Welcome to My Life" [Live] - 4:13
3. "Jump" [Live] - 3:48

## Låten
Låtens officiella titel när CD:n släpptes var "Untitled". När den senare gavs ut som singel fick den parenteserna, kanske för att skilja låten från andra låtar kallade "Untitled" eller också för att det skulle passa DJ:er bättre. Låten är märkbar som en av bandets mer seriösa låtar, för de tysta tonerna och pianospelandet.
Musikvideon berättar en historia om en bilolycka en regnig natt. En alkoholpåverkad man kör rakt på en bil med en kvinna i, som dör. Mannen överlever, relativt skadad.
Poängen med videon är vad som händer med offrets närastående, just det ögonblicket olyckan inträffar, när det visas att det finns "fler offer än folk tror, och många liv förändras för alltid", för att citera Simple Plans beskrivning:
"Under de senaste fem åren har en massa människor vi känner varit inblandade i tragiska olyckor orsakade av alkoholpåverkade bilförare. En av studenterna på vår high-school kraschade sin bil, när han skulle köra tillbaka från en liten resa, och dödade sin bästa vän. Det var en väldigt sorglig tid som ingen av oss någonsin kommer glömma.
När en olycka inträffar, det finns fler offer än folk tror, och många liv förändras för alltid... Föräldrar, bröder, systrar, söner, döttrar, mor- och farföräldrar... alla känner effekten.
Vi ville berätta en historia med den här videon: historien om alla de oskyldiga offren som blir angripna av alkoholpåverkade bilförare."

## Annat
- Låten var den sista låt som Simple Plan skrev för Still Not Getting Any.... Den skrevs och spelades in under de två sista dagarna av mixningen.
- Låten används under ett avsnitt i Smallville.
- Låten har också använts i många tributvideor för terrorattackerna, den 11 september, 2001.
- Musikvideon är signerad av MADD (Mothers Against Drunk Driving).